# IC 4417
IC 4417 је елиптична галаксија у сазвјежђу Волар која се налази на листи објеката дубоког неба у Индекс каталогу.
Деклинација објекта је + 17° 2' 18" а ректасцензија 14h 24m 53,6s. Привидна величина (магнитуда) објекта IC 4417 износи 14,2 а фотографска магнитуда 15,2. IC 4417 је још познат и под ознакама MCG 3-37-14, CGCG 104-17, NPM1G +17.0493, DRCG 29-70, PGC 51480.